# Майолика

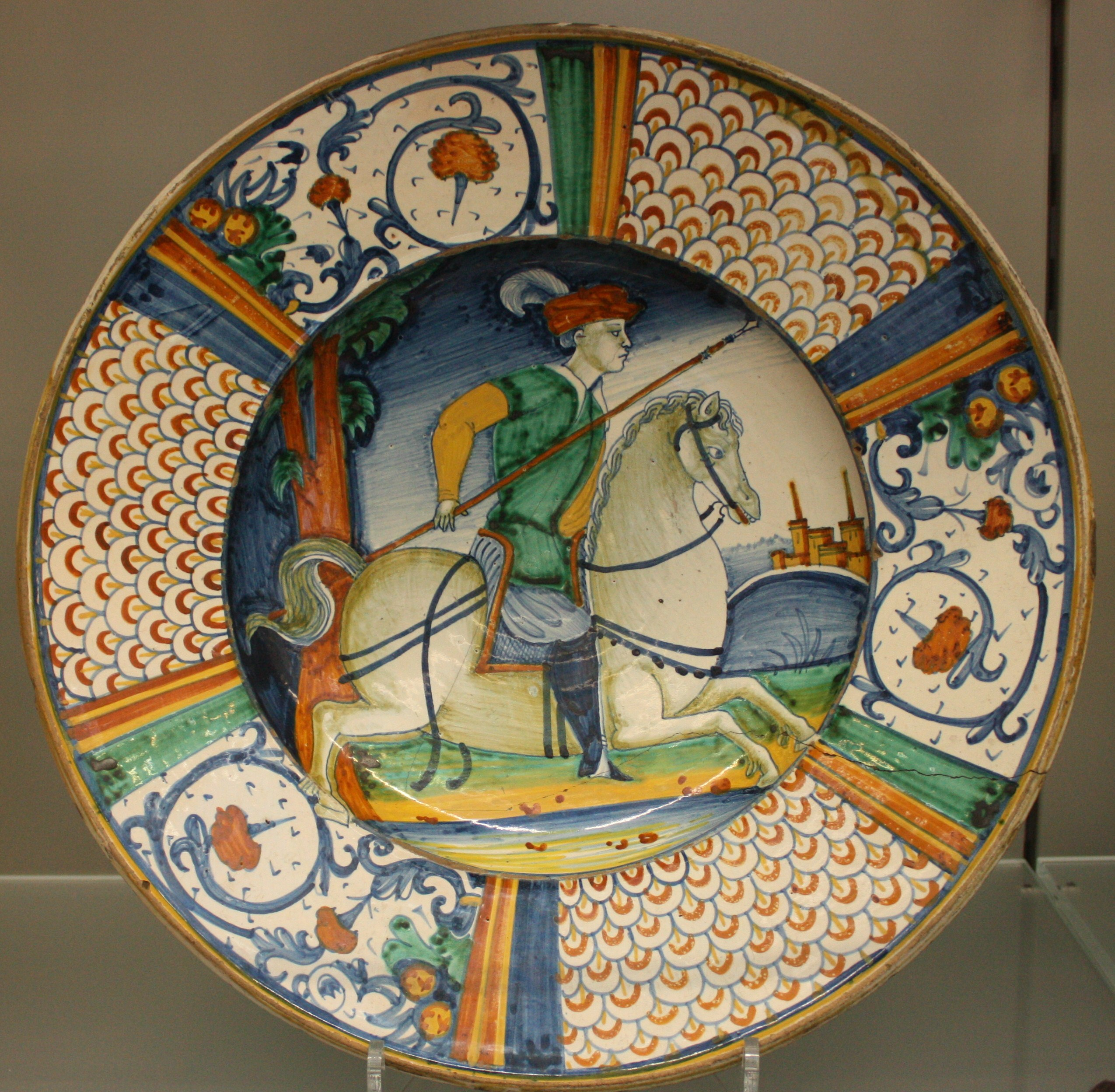
Всадник. Роспись блюда. Дерута, Италия. 1520—1550. Музей Виктории и Альберта, Лондон

Майо́лика (итал. Maiolica) — разновидность керамических изделий, изготовляемых из белой или серой обожжённой глины с пористым «черепком», в отличие от обычной керамики, покрытым не одним, а двумя слоями глазури. Вначале — непрозрачным слоем белой, оловянной, что позволяло расписывать поверхность изделия яркими красками по белому «сырому» фону ещё до обжига, аналогично фреске в архитектуре, а затем, поверх росписи, — прозрачным слоем блестящей свинцовой глазури, с последующим обжигом около 1000 °С.
Кроме настоящей майолики существует меццо-майолика (итал. mezzo — средний, полу-), или полуфаянс (название «фаянс» возникло по одному из центров производства — городу Фаэнца, Эмилия-Романья, в Средней Италии). Меццо-майолика имеет черепок красного цвета, который покрыт слоем белого ангоба. Для меццо-майолики характерен декор типа сграффито — процарапывания верхнего, белого слоя глины до красной основы, после чего такое изделие покрывается слоем прозрачной свинцовой глазури и подвергается обжигу при той же температуре.
В популярной литературе словом «майолика» часто называют самые разные керамические изделия: облицовочные плитки, изразцы, любую «поливную» (глазурованную) керамику. Однако настоящая майолика представляет собой итальянское изобретение, и поэтому правильнее столь специфичную технику двойного глазурования под роспись связывать с изделиями, имеющими конкретное место происхождения — ренессансную Италию.

## Происхождение и терминология
Глазурованные керамические изделия появились в Древней Месопотамии и странах Ближнего Востока. Затем, в XI—XII веках, техника глазурования и росписи была завезена арабами в Испанию. Отсюда название: испано-мавританские фаянсы, правильнее: испано-мавританская керамика.
Слово «майолика» произошло от названия одного из Балеарских островов, расположенных в западной части Средиземного моря, — Мальорка, или Майорка (исп. Mallorca, ст.-итал. Maiorika). Через этот остров на балеарских кораблях с XIV века в Италию привозили изделия испано-мавританской керамики. Итальянцы своим произношением несколько смягчили звучание незнакомого им слова, и получилось «майолика».
С XV в. меццо-майолика, а затем и настоящая майолика, производилась в мастерских — боттегах — Северной Италии. Во Франции подобные изделия называли «Terre de Valence», в Германии — «Walenschenwerk» (валенсийская работа), что также свидетельствует о её испано-мавританском происхождении. Расцвет искусства расписной итальянской майолики приходится на эпоху Возрождения, поскольку (по одной из версий) роспись «по сырому» ассоциировалась с распространёнными в Италии фресковыми росписями, а яркие краски (проявляющиеся после второго, «политого» обжига), хорошо отвечали новой ренессансной эстетике. «Способ, изобретённый итальянскими мастерами, — писал А. Н. Кубе, — очень близок к фресковой живописи. И совершенно очевидно, что столь распространённая именно в Италии живопись „аль-фреско“ и привела гончарное искусство… к освобождению от восточных традиций».
Практически в каждом небольшом итальянском городке возникали майоличные мастерские и вскоре, в XV—XVI веках, искусство расписной керамики стало характерным ремеслом жителей «сельской Италии». Майолику выпускали мастерские Фаэнцы, Каффаджиоло, Сиены, Урбино, Кастель-Дуранте, Деруты, Губбио, Орвието.
В дальнейшем итальянские изделия, чаще из мастерских Фаэнцы, экспортировали в страны к «Северу от Альп», поэтому в странах Центральной, Северной и Восточной Европы, закрепилось название «фаянс», а к итальянской керамике традиционно применяют название «майолика». Итальянскому понятию «меццо-майолика» соответствует общеевропейское «полуфаянс».

## Основные центры производства и разновидности итальянской майолики

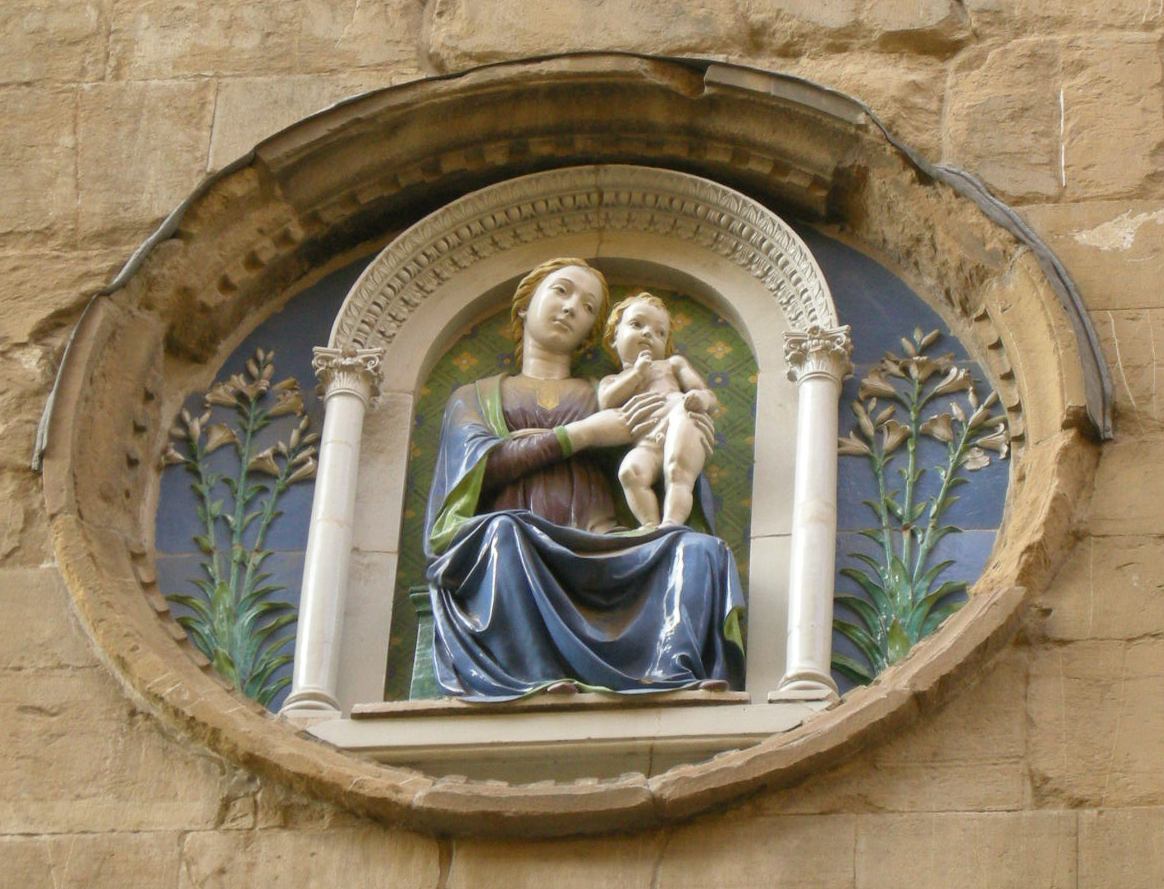
Тондо: Мадонна с Младенцем на фасаде здания Орсанмикеле. Майолика. Мастерская Луки делла Роббиа. Флоренция

Из майолики в Италии изготавливали посуду: блюда, тарелки, кувшины, чаши, большие двойные сосуды — «холодильники». По сообщению историографа итальянского Возрождения Дж. Вазари первым в конце XV века молочно-белую оловянную глазурь использовал флорентиец Лука делла Роббиа. Исторические данные и более ранние образцы опровергают это утверждение, но произведения семейной мастерской Луки, его племянника Андреа и сына Андреа — Джованни делла Роббиа во Флоренции сыграли важную роль в архитектуре и искусстве цветного глазурованного рельефа тосканского Возрождения. Архитектурно-декоративная майолика семьи делла Роббиа и ныне заметна на многих зданиях Флоренции. Глазурь и яркие краски эффектно сверкают под лучами итальянского солнца, выгодно контрастируя с серым и охристо-коричневатым камнем. Выступающие части рельефа обычно оставляли белыми, а фон делали матово-голубым. Отдельные части расписывали жёлтой, зелёной и фиолетовой красками.
Особенно примечательны аптекарские сосуды — альбарелли. Вначале цилиндрические (позднее их делали и более сложной формы) на низкой кольцеобразной ножке и с оригинальными, слегка вогнутыми стенками — для того, чтобы было удобнее их брать в руки. Такие сосуды не имели ручек и крышек — вверху они закрывались кружком пергамента или ткани, перевязанным бечёвкой.

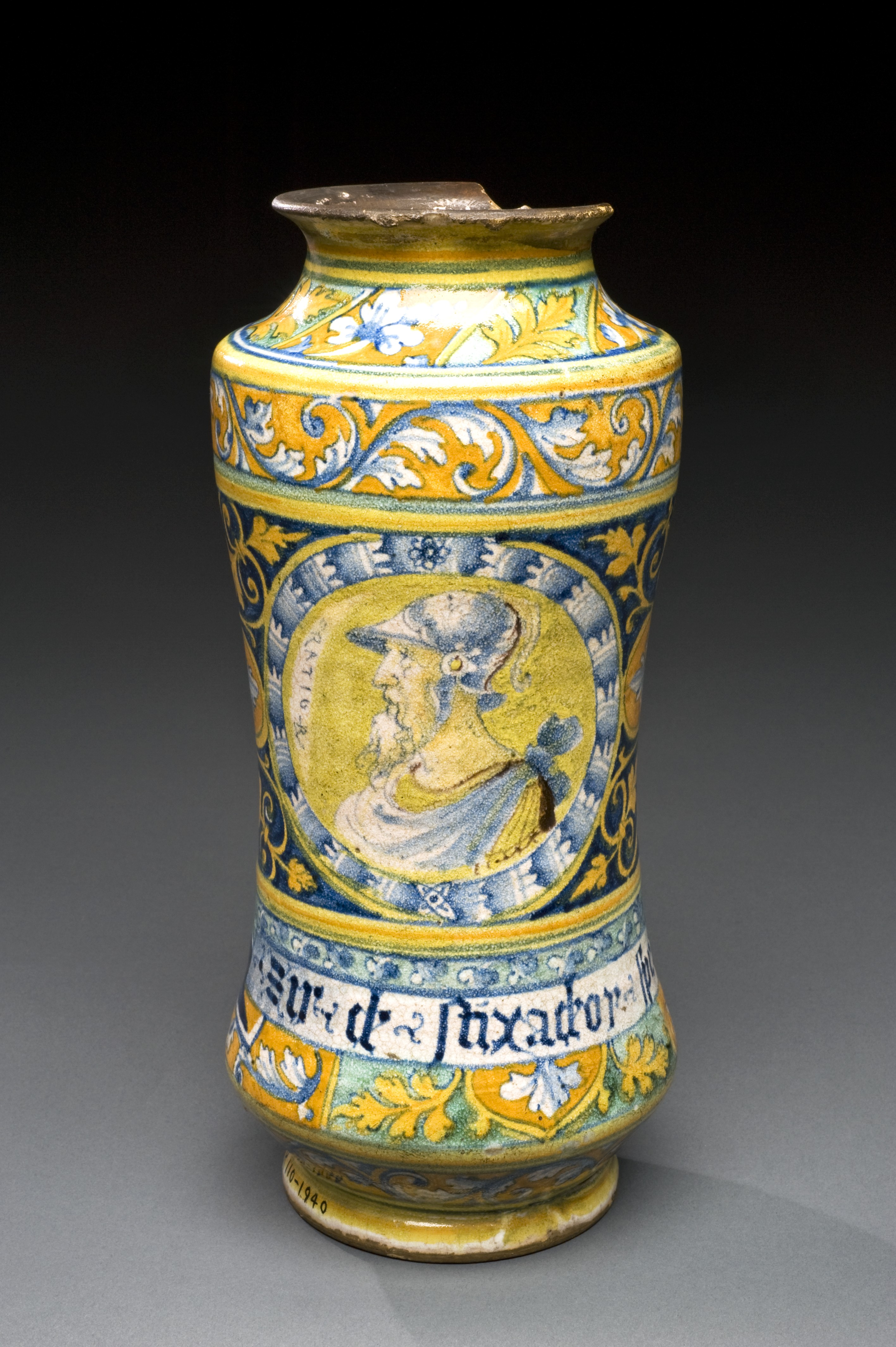
Альбарелло с изображением древнеримского героя Горация Коклеса. Фаэнца

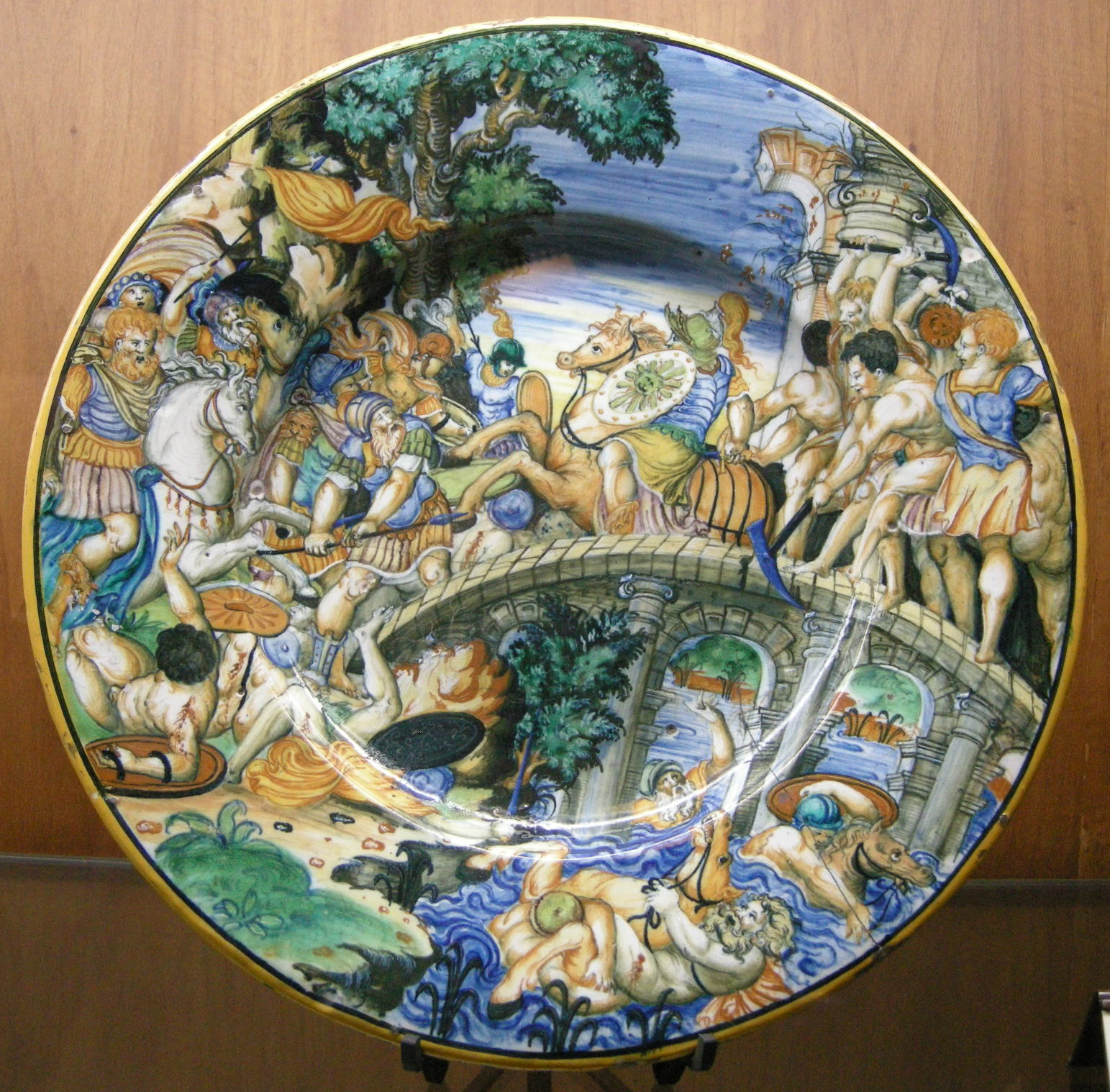
«Пьятто ди помпа». Гораций Коклес, защищающий мост. Роспись блюда. Майолика. Урбино. 1542

Итальянские альбарелли происходят от средневековых мусульманских керамических сосудов, в свою очередь восходящих к изделиям Древней Персии и Месопотамии. В XIV—XV вв. через Испанию они проникли в Италию, а затем во Францию, Германию, Голландию. Часть ранних альбарелло имела одну или две ручки и имела вид керамической кружки. Старинная форма аптечной посуды повторяет часть ствола бамбука, традиционно использовавшегося в странах Дальнего Востока как портативный контейнер для хранения лекарств. Впоследствии эту форму начали изготавливать из керамики. Небольшие размеры сосудов делали их удобными для использования. Аптечные сосуды со временем приобретали сложную форму с фигурными крышками и сложной «картинной» росписью. Итальянские мастера покрывали эти сосуды белой оловянной глазурью и расписывали растительным орнаментом, надписями, портретными изображениями.
Искусство расписной майолики в Италии XVI столетия постепенно приобретало значение, далеко выходящее за утилитарные потребности в ёмкостях для пищи и напитков. Оно стало выражением нового отношения к предметному миру, к вещам, окружающим человека в жилом интерьере. В короткий срок — одно-два десятилетия — утилитарные сосуды превратились в роскошные декоративные изделия, а простое ремесло становилось высоким искусством. На картинах итальянских живописцев того времени видно, как сосуды и блюда с росписью ставили на полках и в специальных шкафах-поставцах вертикально, таким образом, чтобы было удобнее ими любоваться, рассматривая картинную роспись. Так появилось характерное название расписных изделий: «тарелки для украшения» (итал. рiatti di pompa).
О расписной керамике начали отзываться как об искусстве «прекрасного стиля» (итал. bellissimo stile). Роспись делали всё более сложной, она становилась предметом честолюбия отдельных мастеров и конкурировавших между собой мастерских. Так появились «белли» (итал. belli — прекрасные, красивые) — разновидность изделий, отличающихся особенно богатой и сложной полихромной росписью, для которой мастера-майоличисты использовали рисунки и гравюры по картинам известных живописцев.
Помимо сюжетных изображений широко использовали различные виды орнамента и прежде всего итальянский ренессансный гротеск, причём орнамент гротеска чаще выстраивали двумя способами: по вертикальной оси — «канделябром» (итал.  a candeliere ) или «поквартально» (итал. a quartieri), секторально, по борту тарелки или блюда. Распространёнными мотивами были трофеи и «рыбья чешуя».
Особая разновидность росписи итальянской майолики получила название «береттино» (итал. a berettino — по синему), светло-синей, голубой краской по тёмно-синему фону глазури. Это создавало оригинальный тональный эффект. Чаще мастера использовали мотив гротеска. Такая роспись характерна для мастерской «Каза Пирота» (итал. Casa Pirota — Огненный Дом) в Фаэнце. Для мастерских Фаэнцы также типичны мотивы аканта, пальметты и маскаронов, написанные светло-голубой краской по тёмно-синему фону — манера, получившая название: «на голубом» (итал. sopra azzurro).

## «Мастера историати» и «рафаэлески»
В первой трети XVI века в мастерской «Каза Пирота» в Фаэнце работал мастер Б. Манара. Благодаря его произведениям в жанре «историати» (итал. istoriati  — исторические) сложилась традиция создания сложных «поучительных» изобразительных композиций сюжеты из античной истории, «Одиссеи» Гомера, «Метаморфоз» Овидия, «Истории Рима» Тита Ливия и многих других.
В Урбино искусству расписной майолики покровительствовал герцог Гвидобальдо II. В 1538 году он пригласил к своему двору живописца Рафаэллино дель Колле, ученика Рафаэля Санти, который также был родом из Урбино. Благодаря творчеству Рафаэллино и других мастеров в истории расписной майолики появился термин и отдельный жанр «рафаэлесок».
История его появления типична для искусства итальянского Возрождения, времени, когда формировались отдельные виды и жанровые разновидности творчества, в первую очередь связанные с художественным преображением бытовых предметов, мебели, оформлением жилого интерьера. Так простые ремесленники, в том числе керамисты, стали покупать в уличных лавках гравюры, среди которых были произведения сотрудников мастерской Рафаэля: Маркантонио Раймонди, Агостино Венециано и Марко Денте.
Рисовальщики и гравёры, работавшие в мастерской Рафаэля, используя рисунки мастера и эскизы неосуществленных работ, создавали собственные гравюры. Эти гравюры приобретали мастера росписи итальянской майолики, картоньеры (создававшие картоны для производства шпалер), резчики по дереву, ювелиры и гравёры по металлу. В Санкт-Петербургском Эрмитаже хранятся майоликовые блюда с росписями по мотивам гравюр А. Венециано и М. Раймонди. Причём мастера часто произвольно соединяли фигуры и фрагменты различных композиций разных гравёров в одну.
Росписи не копируют рисунки Рафаэля, а являются их интерпретацией, перенесённой из прямоугольного формата в формат круга — тондо. Примечательно, что в композиционном отношении они выигрывают в сравнении с эскизами самого Рафаэля. Казалось бы, вторичное отражение — от рисунка выдающегося мастера через копирование подмастерьями к работе керамиста, не владеющего навыками изображения фигуры человека и создания сложных композиций — должна произойти значительная утрата качества. Но этого не происходит, что, по мнению исследователей, объясняется формообразующей силой круглого формата.
Особенно прославился в жанре «рафаэлесок» мастер из Кастель-Дуранте Никколо Пеллипарио, известный также под именем Никола да Урбино. Он создавал сложные многофигурные композиции на мифологические и библейские сюжеты, в том числе по мотивам композиций Рафаэля, отличающиеся строгим рисунком и тщательной моделировкой формы. Согласно данным авторитетных исследователей истории керамики А. Дарселя и А. Н. Кубе, около 1528 года Пеллипарио переехал в Урбино, в мастерскую своего сына Гвидо Шиппе, или Гвидо Дурантино (Гвидо ди Кастель-Дуранте или Гвидо да Кастелло), принявшего позднее, около 1553 года, фамилию Фонтана, дабы его работы отличали от произведений отца, снискавшего известность под прозванием Пеллипарио. В урбинской мастерской Пеллипарио в 1529—1542 годах работал другой известный мастер — Франческо Ксанто Авелли да Ровиго.
На оборотной стороне тарелок и блюд часто помещали названия композиций с отсылками на литературные произведения, из которых взят тот или иной сюжет. Иногда ставили монограмму мастера и дату, но не времени росписи, а года издания гравюры или книги, откуда заимствована композиция. Росписи по мотивам произведений Рафаэля были столь популярны, что искусство итальянской майолики одно время даже называли «рафаэлевскими тарелками» (итал. piatti di Raffaello), хотя сам Рафаэль, вопреки легенде, не занимался этим искусством.

## «Свадебные блюда», или «Тарелки влюблённых»

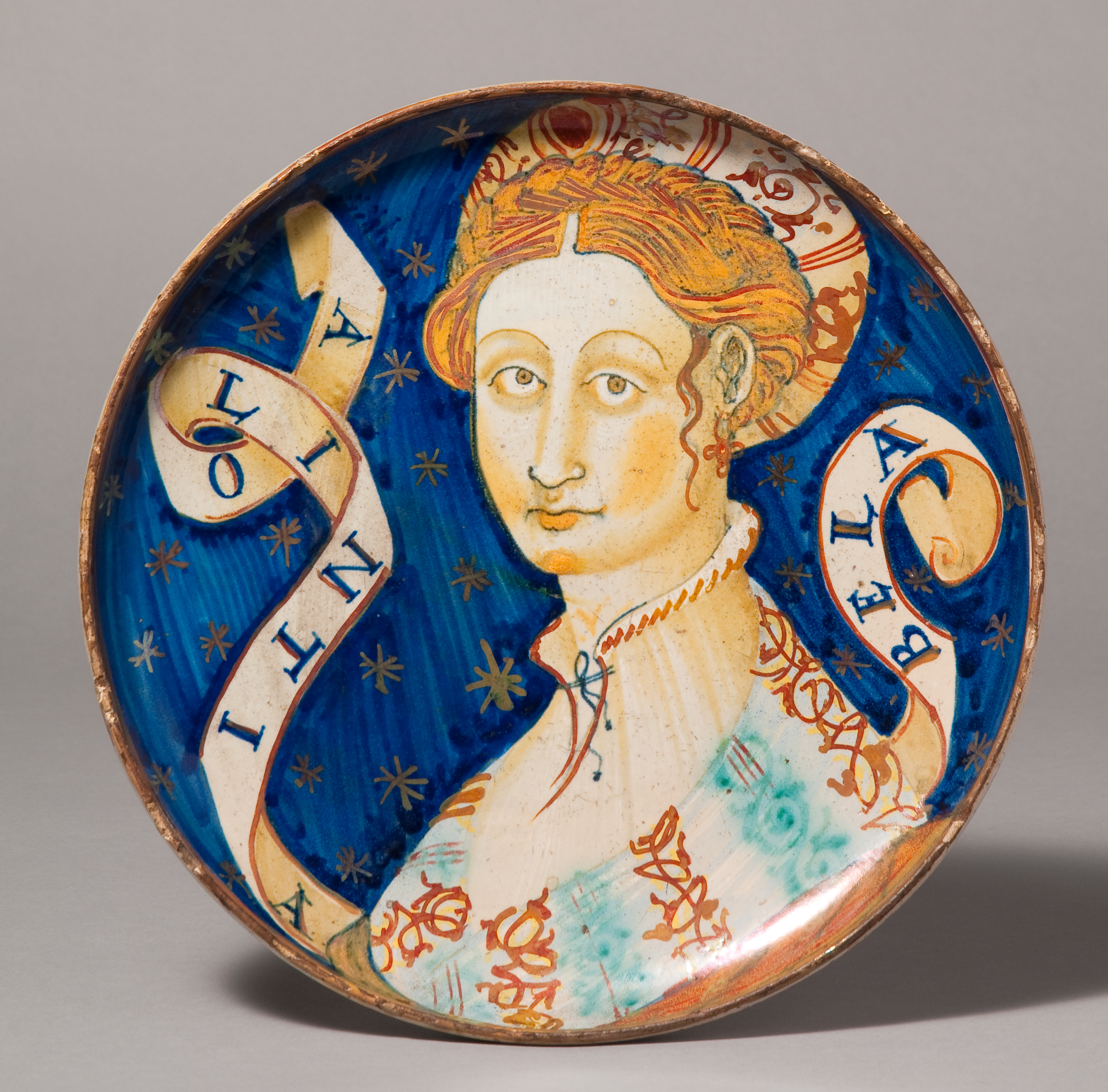
Свадебное блюдо. Ок. 1537

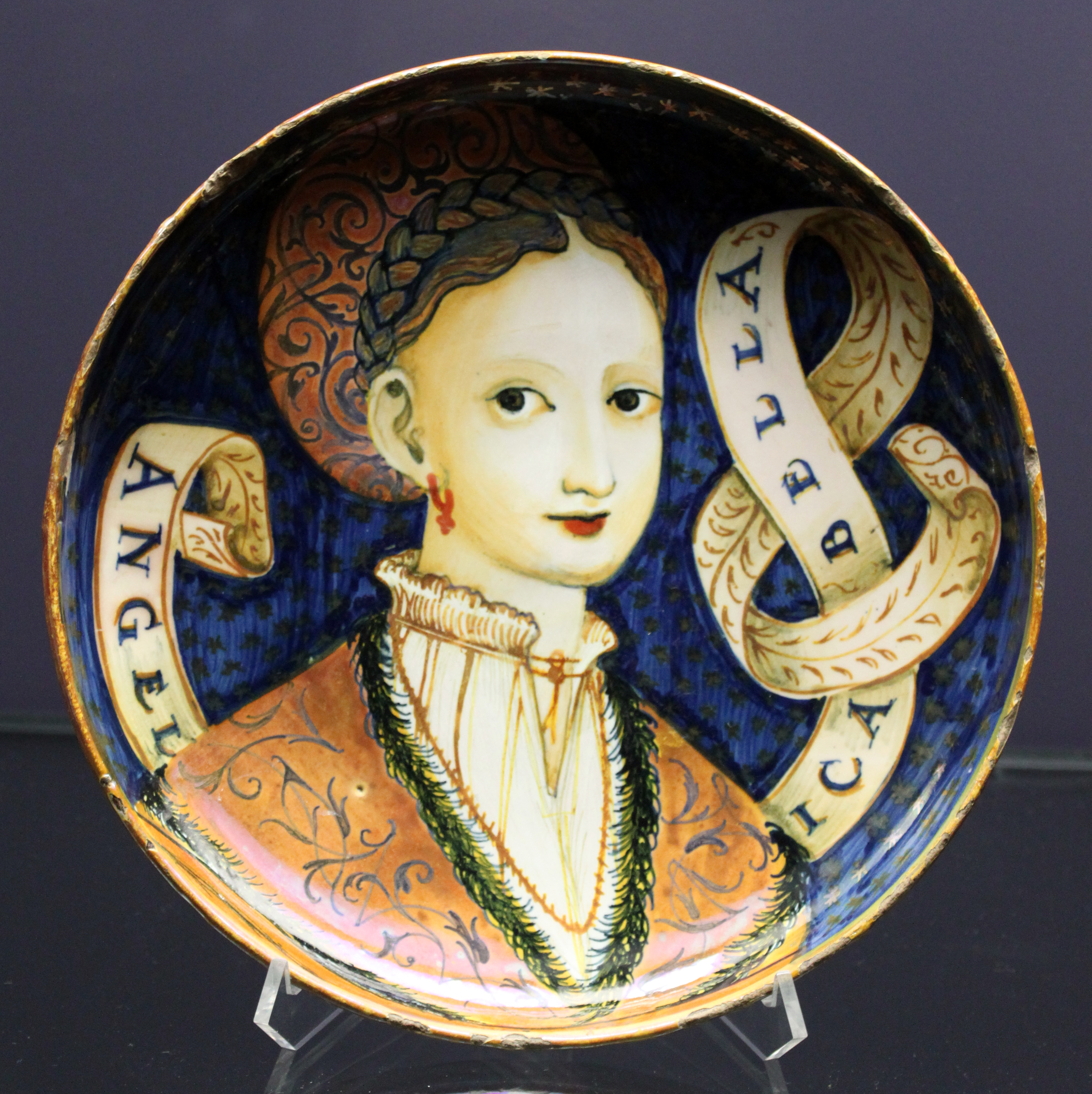
Свадебное блюдо. «Прекрасная Анджелика». Дж. Андреоли. Губбио. 1537

В Кастель Дуранте (герцогство Урбино) и в некоторых других майоличных мастерских изготавливали знаменитые «свадебные блюда», или «тарелки влюблённых» (итал. сорре amatorie, дословно — «любовные чаши»), с изображением невесты и посвятительной надписью на бандероли.
В ренессансной Италии существовал обычай: жених, отправляясь в дом родителей невесты, преподносил символический подарок — «свадебное блюдо». Такой обычай можно себе представить следующим образом. Юноша заходил в керамическую мастерскую, где изготавливали серийные тарели с несколькими вариантами изображений «типовых» красавиц. Заказчик выбирал похожее изображение и сообщал мастеру имя невесты, которое вписывали на специально заготовленную бандероль (ленту), вкомпонованную в изображение. В надписях с именем часто повторяли эпитет «bella» (прекрасная) либо просто ставили литеру «В». На такую тарелку жених или его родители, возможно, помещали какой-либо дар, например ювелирное изделие — жемчужное ожерелье или обручальное кольцо. Положить что-либо другое на лицо, изображённое на тарели, было бы по крайней мере не функционально. Характерна двойственность подобных предметов, отражающая переходный момент от утилитарных вещей к созданию изделия с чисто декоративной и символической функциями, типичная для искусства итальянского Возрождения.
«Свадебные блюда» нельзя назвать портретными: изображения писали не с натуры, и они не представляют конкретное лицо. По материалу и приемам росписи эти изделия тяготеют к декоративному искусству, но изображения на тарелях не отвечают принципам декоративной композиции — они не связаны с круглым форматом (игнорируют членения середины и борта, отношения центра и периферии). Такие тарели можно воспринимать осязательно, держа в руках, но также, вопреки их круглой «вещественной» форме, можно ими любоваться в вертикальном положении, подобно картинам, поскольку в самом изображении определены верх и низ, левая и правая стороны. Не случайно, как это часто видно на картинах итальянских художников, подобные изделия устанавливали в домах на специальных полках или в шкафах-поставцах, а родители невесты могли со временем, отказывая женихам, собрать целую «картинную галерею».

## Паломничьи фляги
В раннее Средневековье паломники в Святую землю брали с собой фляги для воды. Их изготавливали из полой тыквы, кожи, позднее из металла, и подвешивали к поясу либо к седлу всадника. В эпоху расцвета искусства итальянской майолики большие фляги стали делать из керамики, их украшали красочной сюжетной росписью. «Но они были столь большого размера, что ни о каком подвешивании к поясу не могло идти и речи, хотя по традиции на таких флягах делали небольшие ушки кольцеобразной формы». Такие предметы стали полностью декоративными. «Картинные росписи», как правило, на библейские сюжеты, имели развёрнутый, повествовательный характер и нередко дополнялись лепными деталями. Такие фляги имеются в собраниях многих европейских музеев, в том числе в Музее Виктории и Альберта в Лондоне и в Санкт-Петербургском Эрмитаже.

## Скуделло и тондино
Оригинальным типом изделий итальянской майолики XV—XVI веков являются расписные сосуды для рожениц — «скуделло э тондино» (итал. scudello e tondino). Скуделло (от итал.  scudetto, scudello — щиток, лат. scutella — чашка, лат. scutum — щит) — чаша на ножке; тондино (итал.  tondino — кружок) — блюдце, тарелка, подставка. Набор посуды для рожениц (ст.-ит. scudelle di donna di parto) мог состоять из трёх, пяти или даже девяти предметов, составляющих вместе сложную композицию (другое название: desco da parto; desco — стол, поднос; закуска; parto — роды).
Основу набора составлял судок для супа. Круглую ёмкость судка закрывали крышкой — круглой тарелкой, которая имела выпуклый валик по кругу — tondino. На такую тарелку помещали хлеб или какое-либо угощение. Тарель закрывали второй чашей на кольцевидной ножке, опрокинутой дном кверху (ongaresca), на которую ставили солонку (saliera). Из таких комплектов ныне сохранились лишь разрозненные предметы. Их расписывали изображениями сцен родов, ухода и воспитания детей. Изображали сцены на сюжет «Положение Вергилия» (в пересказе Джованни Боккаччо), весёлые бытовые сценки, шаловливых путти, цветы, гирлянды с главным намерением — развеселить, позабавить и отвлечь от страхов и забот женщин, готовящихся к родам. Поэтому скуделло и тондино превращались из набора утилитарных предметов в дорогой подарок, праздничную, изысканную композицию.
Ещё более редкие изделия — «чаши с ушками» (старо-кат. scudelles ab orelles, старо-итал. scodelle da orelle). Они сохранились в единичных экземплярах и представляют собой небольшие чаши на кольцевой ножке с двумя, реже с четырьмя плоскими ручками по сторонам. Более дешёвые похожие предметы делали из дерева и также расписывали.

## Техника люстрирования, другие мастера

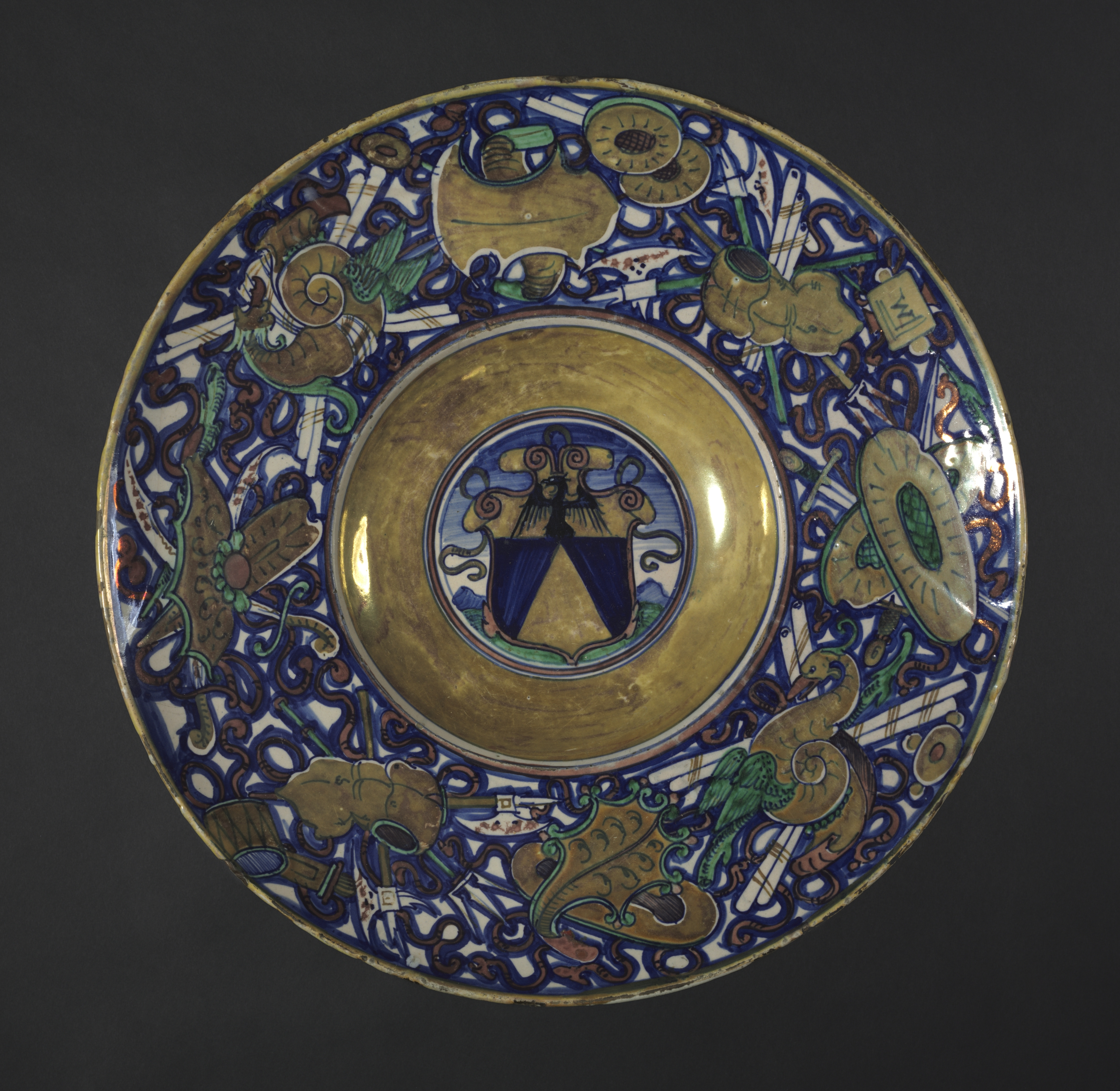
Блюдо с гербом и эмблемами семьи Виджери. Дж. Андреоли. Губбио. 1524

Одним из характерных приёмов декорирования изделий итальянской майолики был люстр (восстановительная глазурь из оксидов серебра или меди), создающий красивый металлический отблеск на поверхности изделия. Люстр был изобретён на мусульманском Востоке, получил распространение в испано-мавританской керамике XIII—XV веков, а оттуда был заимствован итальянцами.
В Италии изобретение оригинального «рубинового люстра» приписывали мастеру Джорджо Андреоли, который с 1495 года работал в Губбио, в Умбрии. Этот люстр был известен и ранее, но благодаря Андреоли он стал настолько популярен, что мастер считался его изобретателем. Андреоли довёл искусство люстрирования до совершенства. Ему присылали расписанные изделия из других мастерских, многие он сам покупал в уличных лавках и после росписи люстром ставил на них свою подпись, обычно: «Maestro Giorgio da Ugubio» (слово «маэстро» означало хозяина, владельца мастерской). Кроме «рубинового» (с красноватым отблеском меди) итальянские мастера использовали «перламутровый» люстр (итал. a madreperla). В Санкт-Петербурге, в «Зале Рафаэля» здания Нового Эрмитажа, где экспонируются произведения итальянской майолики, отдельная витрина посвящена продукции мастерской Джорджо Андреоли (Список залов Эрмитажа).
В относительно поздний период майоличные мастерские возникли в Генуе, Венеции, Тревизо, Милане, но в основном они действовали в маленьких селениях. Изделия из майолики не расписывали в главных центрах искусства итальянского Возрождения — Флоренции (за исключением мастерской Медичи в Каффаджоло, по дороге из Флоренции в Болонью) и Риме.
В мастерских Венеции серовато-синюю глазурь называли «смальтино», по ассоциации с популярной мозаичной смальтой. В Венеции под влиянием восточного, персидского, искусства был популярен орнамент из тонких синих стебельков и листиков по белому фону. К концу XVI в. мастерские Фаэнцы постепенно перестраивались на выпуск белой майолики с очень скромной росписью. Оригинальный красочный стиль постепенно исчезал, и производство таких изделий сокращалось.
В XVII—XVIII веках новые вкусы стиля барокко затронули искусство Венеции и Генуи. «Ни одна из мастерских не пережила XVIII век». Но классической итальянской майолике эпохи Возрождения стали успешно подражать французские мастера в Ниме, Невере и Лионе, и во Фландрии, в Антверпене.
В середине и второй половине XIX века в период историзма многие мастера вновь обратились к наследию итальянских майоличистов. Спрос на изделия классической итальянской майолики возник со стороны коллекционеров и английских путешественников Гран-тура в Италию, а также под влиянием мануфактурных, этнографических выставок и художественно-промышленных музеев, открывавшихся после проведения первой Всемирной выставки 1851 года в Лондоне. Реплики и копии классических изделий декоративно-прикладного искусства призваны были служить учебными образцами для подготовки «художников-рисовальщиков для промышленности». Открывались мастерские, которые производили «роббианы», изделия в «стиле делла Роббиа», и новые, с использованием традиционных мотивов декора и техники росписи. Наиболее известны мастерские Уильяма Де Моргана и Улисса Кантагалли.

## Коллекции и музейные собрания
Сохранившиеся итальянские образцы насчитывают тысячами. Одной из самых знаменитых частных коллекций испано-мавританской керамики и итальянской майолики было собрание выдающегося русского коллекционера А. П. Базилевского. В январе 1885 года стараниями Государственного секретаря А. А. Половцова и живописца А. П. Боголюбова коллекция Базилевского была приобретена в Париже русским правительством и поступила в Императорский Эрмитаж.
Самые богатые музейные собрания находятся в Музее Виктории и Альберта в Лондоне, в музее Клюни в Париже. В Италии — в музее Коррер в Венеции и Барджелло во Флоренции. В Германии — в Брауншвейге и Значительным собранием обладает Эрмитаж в Санкт-Петербурге. После революции собрание Базилевского в Эрмитаже пополнилось за счёт национализированных частных собраний и коллекции музея Центрального Училища технического рисования барона Штиглица.